# Lumbini
Lumbini (sanskrt: लुम्बिनी, što znači "predivni") je mjesto budističkog hodočašća u distriktu Kapilavastu u Nepalu, u blizini indijske granice. To je mjesto gdje je po predaji Mayadevi rodila Siddhartu Gautamu, koji je kasnije postao Buda Šakjamuni, osnivač budističke religije. Lumbini se nalazi u podnožju Himalaja, 25 km istočno od općine Kapilavastu, gdje je Buda po predaji živio do svoje 29. godine. Buda je živio otprilike između 563. i 483. pr. Kr., a Lumbini je jedno o četiri mjesta na koje se hodočasti jer su bila važna u životu Bude. Ostala četiri mjesta su Kushinagar, Bodh Gaya i Sarnath.
Kraljevića dinastije Shakya, Siddhartu Gautama, poznatijeg kao Buda, rodila je kraljica Mayadevi, supruga kralja Suddodhana, vladara Kapilavastua, 623. pr. Kr. u slavnim vrtovima Lumbini, dok je na putovala od prijestolnice Tilaurakot svojoj obiteljskoj kući u Devadahi.
God. 249. pr. Kr., predani budist, Maurijski car Ašoka, hodočastio je u Lumbini sa svojim učiteljem, Upaguptom, za koju priliku je podignut stup (slika desno), kao što je učinio u mnogim dijelovima Indije, kako bi se obilježio njegov posjet. Natpis na stupu u Lumbiniju ga identificira kao rodno mjesto Bude.
Lumbini je bio mjesto hodočašća budista do 15. stoljeća, a njegova rana povijest je dobro dokumentirana u djelima kineskih putopisaca, osobito Fa Hsiena (4. st.) i Hsuan Tsanga (7. st.), koji je opisao hramove, stupe i druge objekte koje su zatekli tu. U ranom 14. stoljeću nepalski kralj Ripu Malla je obilježio svoje hodočašće u obliku dodatnih natpisa na Ašokinom stupu.
Razlozi za prestanak hodočašća budističkih vjernika nakon 15. stoljeća i dalje je nejasan. Preostao je samo lokalni kult usredotočen na obožavanje slike Mayadevi iz 4. st. kao hinduističke božice-majke. Budistički hramovi su zapušteni i na kraju pali u ruševine. Ponovno su ga otkrili 1896. godine dr. A. Fiihrer i Khadga Samsher, tada guverner Palpe, koji je otkrio Ašokin stup.
Lumbini ima nekoliko hramova, uključujući hram posvećen Mayadevi, a nekoliko se gradi. Tu se također nalazi i Puskarini ili "sveti ribnjak" u koji je Budina majka ritualno zaronila prije rođenja i gdje je Buda imao svoje prvo kupanje. U blizini su i ostaci palače u Kapilvastuu. Na ostalim mjestima Lumbinija su kasnije Bude (bodisatve), prema predaji, doživjele konačan Bodhi ("buđenje") i odbacile zemaljski oblik. 
- Ašokin stup
- Bodhi drvo i ribnjak u Lumbiniju
- Rodno mjesto Gautama Buddhe
- Plamen Vječnog mira
- Pagoda svjetskog mira
- Kineski hram

## Vanjske poveznice
- Lumbini na riječniku pali pojmova
- Lumbini na WelcomeNepal.com  Arhivirana inačica izvorne stranice od 22. ožujka 2009. (Wayback Machine) (engl.)
- Budističke studije: Lumbini - rodno mjesto Bude  Arhivirana inačica izvorne stranice od 14. travnja 2012. (Wayback Machine)